# Вернигора Лев Михайлович
Вернигора Лев Михайлович (14 жовтня 1934, Малин — 29 травня 2012) — радянський оперний співак (бас). Заслужений артист РРФСР (1976).

## Біографія
Закінчив Київську (1958) та Одеську (1960) консерваторії.

Починав виступати в Кишиневі.
- 1960–62 — соліст Одеського театру опери та балету.
- Співав в оперних театрах Уфи (з 1960) і Саратова (1964–67).
- У 1967—1989 роки — соліст Большого театру.

Похований в місті Черкаси біля могили своєї матері.

### Вибрана дискографія
| рік  | роль              | опера                                               | композитор          | дирижер            | лейбл                        |
| ---- | ----------------- | --------------------------------------------------- | ------------------- | ------------------ | ---------------------------- |
| 1970 | Архієпископ       | «Орлеанська діва»                                   | П. І. Чайковський   | Г. Рождественський | Д-027127-34                  |
| 1977 | Монах             | «Кам'яний гість»                                    | О. С. Даргомижський | М. Ермлер          | «Мелодія» С10-09155-8        |
| 1986 | Гусляр            | «Сказання про невидиме місто Кітеж і діву Февронію» | Римський-Корсаков   | Є. Свєтланов       | «Мелодія» С10 23807-14       |
|      | Цуніга, лейтенант | «Кармен»                                            | Ж. Бізе             | Ю. Симонов         | «Мелодія» CD 10 01516 (3 CD) |